# درون هرج و مرج
درون هرج و مرج (به انگلیسی: Through the Chaos) نام اولین آلبوم گروه پست-پانک ایرانی-آمریکایی هایپرنوا است که در ششم آوریل ۲۰۱۰ منتشر شد.آلبوم توسط هاروگ مرور تهیه شد و مهندسی صدای آن را شین بیون برعهده گرفت.با اینکه آلبوم در سال ۲۰۰۸ کاملاً آماده شده بود اما در سال ۲۰۱۰ منتشر شد،در این زمان تعدادی نسخه محدود برای هوادارن گروه منتشر شد.این نسخه‌ها در طول تور آمریکای هایپرنوا که با گروه د سیسترز آو مرسی داشتند به فروش رفت.

## لیست آهنگ‌ها
همه آهنگ‌ها توسط هایپرنوا نوشته و اجرا شده است.
| شماره | نام                  | مدت  |
| ----- | -------------------- | ---- |
| ۱.    | «Universal»          | ۳:۴۳ |
| ۲.    | «Viva La Resistance» | ۳:۰۲ |
| ۳.    | «Lost in Space»      | ۳:۴۴ |
| ۴.    | «American Dream»     | ۳:۴۳ |
| ۵.    | «Empty Times»        | ۴:۲۷ |
| ۶.    | «Here and Now»       | ۳:۴۷ |
| ۷.    | «With You»           | ۳:۳۳ |
| ۸.    | «Fairy Tales»        | ۳:۵۲ |
| ۹.    | «Monster in Me»      | ۲:۴۵ |
| ۱۰.   | «See the Future»     | ۳:۳۰ |

| نسخه دولوکس آی‌تیون | نسخه دولوکس آی‌تیون   | نسخه دولوکس آی‌تیون |
| شماره              | نام                  | مدت                |
| ------------------ | -------------------- | ------------------ |
| ۱۱.                | «Somewhere Far Away» | ۴:۱۷               |
| ۱۲.                | «Hidden Track»       | ۱۰:۴۷              |